# Qamruddin Ahmad Gorakhpuri
Qamruddin Ahmad Gorakhpuri (Urdu قمر الدین احمد گورکھپوری, bengalisch কামরুদ্দিন আহমদ গোরখপুরী (Kāmaruddina āhamada gōrakhapurī); geb. 2. Februar 1938 in Barhalganj, Gorakhpur, United Provinces, Britisch-Indien; gest. 22. Dezember 2024 in Deoband, Sahranpur, Uttar Pradesh) war ein indischer islamischer Gelehrter, Hadith-Professor und Scheich. Er war Lehrer an der Dar ul-Ulum Deoband von 1966 bis zu seinem Tod 2024. Er war autorisierter Schüler von Abrarul Haq Haqqi in Sufismus.

## Leben

### Jugend und Ausbildung
Qamruddin Ahmad Gorakhpuri wurde am 2. Februar 1938 in Barhalganj, Gorakhpur Distrikt, Uttar Pradesh geboren.
Er erhielt seine Grund- und Mittelschulbildung an der Ihyaul Uloom Mubarakpur und der Darul Uloom Mau. Er schrieb sich 1954 an der Darul Uloom Deoband ein und schloss 1957 den Hadith-Kurs ab.
Gorakhpuri studierte Sahīh al-Buchārī mit Husain Ahmad Madani und Syed Fakhruddin Ahmad; Sahīh Muslim und Jami’ al-Tirmidhi (سنن الترمذي‎) mit Ibrahim Balyawi; Sunan an-Nasai (سنن الصغرى/سنن النسائي‎) mit Bashir Ahmad Khan Bulandshahri; Sunan Abī Dāwūd (سنن أبي داود‎) mit Fakhrul Hasan Muradabadi; Ash-Shamāʾil al-Muḥammadiyya (الشمائل المحمدية‎, Shama'il at-Tirmidhi) mit Abdul Ahad Deobandi; Sharh Ma'ani al-Athar (شرح معاني الآثار‎) mit Syed Hasan Deobandi; Sunan Ibn Mājah (سُنَن ٱبْن مَاجَه‎) und Muwatta Imam Malik (موطأ الإمام مالك‎) mit Zahoor Ahmad Deobandi; und Muwatta Imam Muhammad (موطا امام محمد‎) mit Jaleel Ahmad Kiranwi. Während des Jahres, in dem er Sahih al-Bukhari bei Husain Ahmad Madani studierte, verstarb Madani und Syed Fakhruddin Ahmad schloss den Rest des Kurses ab.
Er blieb ein weiteres Jahr in Dar ul-Ulum Deoband, einschließlich eines Jahres zum Studium der Hadithe, und studierte Bücher über verschiedene Wissenschaften.
Gorakhpuri suchte zunächst spirituelle Führung im Sufismus bei Shah Wasiullah Illahabadi und nach Wasiullahs Tod schwor er Abrarul Haq Haqqi die Treue, von welchem er die Autorität im Sufismus erhielt. Er wurde auch von Ibrahim Balyawi, Siddique Ahmad Bandwi und Mahmud Saharanpuri im Sufismus autorisiert.

## Karriere
Nach Abschluss seiner Ausbildung lehrte Gorakhpuri auf Anraten seines Lehrers Ibrahim Balyawi von 1959 bis 1967 an der Madrasa Abdur Rab in Delhi. Während dieser Zeit lehrte er auch angesehene Bücher wie Sahih al-Bukhari und hielt Koranexegesen (Tafsir) in einer großen Moschee in Delhi.
Auf Empfehlung von Ibrahim Balyawi, wurde Gorakhpuri 1386 H. (1966 n.C.) zum Lehrer in Darul Uloom Deoband ernannt. Er machte stetige Fortschritte in seiner Karriere und wurde 1399 H. (1979 n.C.) in die höheren Lehrämter befördert. Er war an der Lehre des Sahih Muslim und der Sunan Nasai beteiligt und lehrte bis zu seinem Tod den zweiten Band des Sahih Bukhari und Surah Saffat aus Tafsir Ibn Kathi.
Er war zweimal Rektor (Warden) von Dar ul-Ulum Deoband, das erste Mal 1970 und dann von 1974 bis 1980. Während Naseer Ahmad Khans Amtszeit als Rektor fungierte er von 1989 bis 1995 als Verwalter der akademischen Fakultät.

## Werke
Obwohl Gorakhpuri keine Bücher verfasste, wurden seine Predigten, die er in der Jama Masjid Hashim in Ambur, Tamil Nadu, hielt, in einem Band mit dem Titel Jawahirāt-e-Qamar veröffentlicht.

## Tod
Gorakhpuri verstarb in Deoband, Saharanpur Jila, Uttar Pradesh, am 22. Dezember 2024 im Alter von 86 Jahren.
 Er wurde auf dem Qasmi-Friedhof bestattet, nachdem am Nachmittag das Totengebet im Maulsiri Compound gehalten worden war.